# 希恩冰川
70°56′S 162°24′E / 70.933°S 162.400°E
希恩冰川是南極洲的冰川，位於維多利亞地的彭內爾海岸，屬於鮑爾斯山脈中探險者山脈的一部分，發源自米勒峰附近，最終在阿爾瓦雷茨冰川以南注入雷尼克冰川。